# Åbybro kommun
Åbybro kommun (danska Åbybro Kommune eller Aabybro Kommune) var fram till kommunreformen 2007 en kommun i Nordjyllands amt i Danmark. Kommunen blev därefter en del av Jammerbugts kommun.